# Hydrolagus melanophasma
Hydrolagus melanophasma – gatunek ryby chrzęstnoszkieletowej z rodziny chimerowatych (Chimaeridae).

## Występowanie
Wschodnie rejony Oceanu Spokojnego. Znany zasięg występowania Hydrolagus melanophasma rozciąga się od południa stanu Kalifornia, przez pacyficzne wybrzeże Kalifornii Dolnej, do Zatoki Kalifornijskiej. Zazwyczaj przebywa w wodach głębokich od 565 do 1720 metrów głębokości, jednak zaobserwowano go również na wodach przybrzeżnych. 

## Taksonomia
Gatunek ten został uznany za odrębny od innych Hydrolagus w 1965 roku przez Carla L. Hubbsa, jednak nie nazwano go aż do 2009 roku, gdyż jego taksonomiczne relacje pozostawały niejasne.

## Charakterystyka
Osiąga nawet do 120 centymetrów długości.
Od innych wschodniopacyficznych przedstawicieli chimerokształtnych odróżnia ją budowa płetw oraz pterygopodium. Badania Hydrolagus melanophasma z Zatoki Kalifornijskiej za pomocą Remote Operated Vehicle sugerują, że ryby te występują w siedliskach z miękkim dnem lub płaskimi kamiennymi połaciami.